# Stâncești, Botoșani
Stâncești este un sat în comuna Mihai Eminescu din județul Botoșani, Moldova, România.

## Obiective turistice
- Așezarea fortificată de la Stâncești
- Capela Sfântul Teodor Sicheotul din Stâncești - monument istoric construit în anul 1837 de vornicul Alexandru Callimachi
- Tezaurul de la Stâncești, care se află la Muzeul Național de Istorie a României

## Istorie
La Stâncești s-au descoperit două cetăți geto-dace, ridicate pentru a proteja populația autohtonă împotriva invaziilor popoarelor nomade din stepele de la nordul Mării Negre. Cercetările efectuate în anul 1965 la una dintre aceste cetăți, denumită convențional Cetatea II, au condus la descoperirea unei piese de aur  din antichitate. Aceasta cântărește 100 grame și are o formă de animal fantastic - capul de mistreț, trupul acoperit cu solzi, asemenea unui pește, coada asemănătoare celei a păsărilor. În același vas în care fusese găsită această piesă, se aflau alte două obiecte tot de aur, însă de mai mici dimensiuni și niște zăbale și fragmente de pulpare din bronz.